# Уошингтън (окръг, Небраска)
Окръг Уошингтън (на английски: Washington County) е окръг в щата Небраска, Съединени американски щати. Площта му е 1020 km², а населението - 18 780 души (2000). Административен център е град Блеър.